# Le Doux Amour des hommes
Pour plus de détails, voir Fiche technique et Distribution.
Le Doux Amour des hommes est un film français de Jean Paul Civeyrac sorti en 2001.

## Synopsis
Jean-Paul Civeyrac a transposé dans le Paris d'aujourd'hui un roman de Jean de Tinan paru en 1897. Raoul, un jeune écrivain, qui ne parvient pas à publier de romans enchaîne les conquêtes féminines. Une de ces relations semble devoir prendre plus d'importance que les autres, mais il sombre rapidement dans la désillusion.

## Commentaire
Ce film marque le premier rôle d'un jeune acteur : Renaud Bécard. En adaptant un roman de la fin du XIXe siècle, Jean-Paul Civeyrac compose des images de corps amoureux dans le Paris pâle du début de notre siècle et a choisi le compositeur Max Reger pour souligner les souffrances amoureuses de Raoul.

## Fiche technique
- Titre : Le Doux Amour des hommes
- Réalisation : Jean Paul Civeyrac
- Scénario : Jean Paul Civeyrac, adapté du roman Penses-tu réussir de Jean de Tinan
- Production : Les Films Pelléas
- Musique : Max Reger
- Date de sortie :  France : 16 janvier 2002

## Distribution
Sauf indication contraire, les informations mentionnées dans cette section peuvent être confirmées par la base de données cinématographiques IMDb,  présente dans la section « Liens externes ».
- Renaud Bécard : Raoul
- Claire Pérot : Jeanne
- Marie-Joséphine Crenn : Patricia
- Serge Bozon : Maxime
- Raphaël Bianchin : André
- Marie Rousseau : Véronique
- Odile Grosset-Grange : Agathe
- Vanessa Le Reste : Alexandrine
- Maï David : Mariette
- Armelle Legrand : L'écrivain
- Odile Vuillemin : Loulouse
- Xavier Maly : Le père de Jeanne
- Élodie Mennegand : Vanessa
- Delphine Le Goff : La lectrice
- Lola Gans : Violette
- Lei Dinety : L'étudiante
- Vincent Macaigne : Le serveur
- Noémie Kapler : Solange
- Florence Benoist : Michèle
- Élise Otzenberger : Coralie
- Karine Halpern : Le chauffeur de taxi
- Laurent Lunetta
- Nicolas Bridet
- Guillaume Verdier
- Christophe Givois
- Denys Bondon
- Sylviane Borie
- Nathalie Perry